# Sonnenfinsternis vom 10. Juni 2002
Die ringförmige Sonnenfinsternis vom 10. Juni 2002 spielte sich hauptsächlich im Pazifik nördlich des Äquators ab. Die Dauer der ringförmigen Phase betrug in der Mitte der Finsternis nur 23 Sekunden und war damit extrem kurz. Dies lag daran, dass der scheinbare Durchmesser des Mondes nur geringfügig kleiner war als der der Sonne. Die Verfinsterung wurde also zum Zeitpunkt der größten Bedeckung fast total, der von der Sonne um den Mond herum sichtbare Rand war daher äußerst schmal.

## Verlauf
Die ringförmige Phase begann in Indonesien ganz im Norden Sulawesis am Morgen des 11. Juni (Ortszeit). Anschließend überstrich die Zone der ringförmigen Sichtbarkeit die Sangihen und die Talaud-Inseln, bevor die weitere ringförmige Finsternisphase vorwiegend über dem offenen Meer des Pazifiks verlief.
Kurz vor dem Maximums überquerte der Schattenpfad die Datumsgrenze, so dass das Maximum und die zweite Hälfte der Finsternis nach Ortszeit am 10. Juni stattfand, also einen Weltzeit-Tag früher als zu Beginn.
Die Zone mit ringförmiger Sichtbarkeit erreichte gerade soeben noch Mexiko, so dass in großen Teilen Mittel- und Nordamerikas  die Finsternis während des Sonnenuntergangs als partielle Finsternis zu sehen war.